# Земельная школа Пфорта
Пфорта или Шульпфорта, нем. Pforta/Schulpforta, официально нем. Landesschule Pforta — знаменитая мужская гимназия в здании бывшего цистерцианского монастыря Пфорта, близ Наумбурга (города на берегу реки Зале) в германской федеральной земле Саксония-Анхальт. Основана в 1543 г., первый расцвет — в конце XVI и в начале XVII вв. С 1949 г. — интернат для подростков обоих полов.

## История

### Монастырь

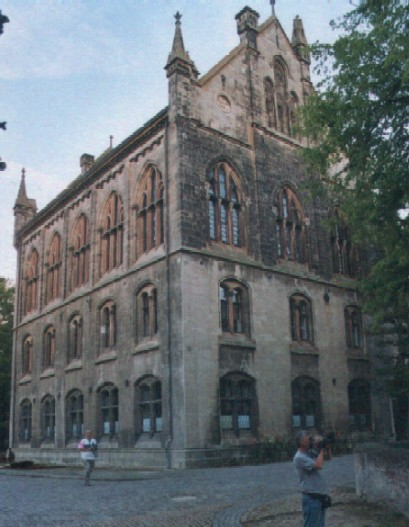
Старое школьное здание Пфорты

Первоначально аббатство располагалось в Шмёльне близ Альтенбурга. В 1127 г. граф Бруно Плессингауский основал в нём бенедиктинский монастырь и даровал ему 1100 гайд земли. 23 апреля 1132 г. епископ Удо I Наумбургский, родственник Бруно, изгнал из монастыря бенедиктинцев и передал его цистерцианцам из аббатства Валькенрид.
Шмёльн находился тогда посреди языческой славянской территории. Как известно, славяне из Чехии (сорбы) расселились на запад вплоть до рек Эльбы и Зале, а во многих случаях и ещё дальше на запад, во второй половине VI века. Политическое покорение их немцами произошло в X веке, но заселение этих земель немцами (за некоторыми исключениями) началось лишь приблизительно после 1150 г. Таким образом, Шмёльн находился тогда посреди языческой славянской территории. Из-за сложностей с иноплеменным населением епископ Удо перевёл в 1137 г. монастырь в Пфорту, поближе к немцам, между Кёзеном и Наумбургом, и передал ему 50 гайд пахотной земли, важный участок леса и две фермы, относившиеся к Наумбургскому диоцезу.
Монастыри (немецкие) восточнее линии Эльба-Зале стали появляться только в XII веке. Так, в Тюрингии возникли монастыри в Шмёльне (1127), Бад-Клостерлауснице (1132), Бюргеле (1133), Петерсберге (1148), Альтенбурге (1172) и Вюншендорфе (1193). На территории современной Саксонии сперва в Пегау (исключительно рано! - в 1091), затем в Вексельбурге (1168), Ауэ (1173) и Носсене (1175, монастырь Альтцелла – дочернее аббатство Пфорты).
Святой покровительницей монастыря Пфорты была дева Мария. Первым аббатом был Адальберт (1132—1152). Уже вскоре Пфорта основала два дочерних монастыря: в польской Силезии в городе Любяж (1163, Lubiąż) и монастырь Альт-Целла в саксонском городе Носсен (1175). В то время число монахов в Пфорте составляло около 80 человек. В 1205 г. она отправила в Ливонию монахов-колонистов, которые основали монастырь Дюнамюнде.
Аббатство отличалось образцовым руководством, и за первые 140 лет его существования его владения увеличились вдесятеро. Монастырь превратился в один из самых богатых и влиятельных в центральной Германии.
В конце 13 — начале 14 веков, после периода упадка, Пфорта вновь пережила расцвет. Однако в последней четверти 14 века монастырь постепенно приходит в упадок, наблюдается ухудшение монастырской дисциплины. В 1436 г. Пфорте случился большой пожар. Когда в 1515 г. был избран аббат Йоханнес IV, в монастыре было 42 монаха и 7 конверзов, которые восстали против аббата. Инспекция, которую направил саксонский герцог Георг Бородатый, сообщила, что мораль в монастыре пришла в полный упадок.
Последний аббат, Петер Шедерих, был избран в 1533 г. В результате того, что католического герцога Георга сменил его брат-протестант Генрих V, монастырь был закрыт 9 ноября 1540 г.

### Интернат

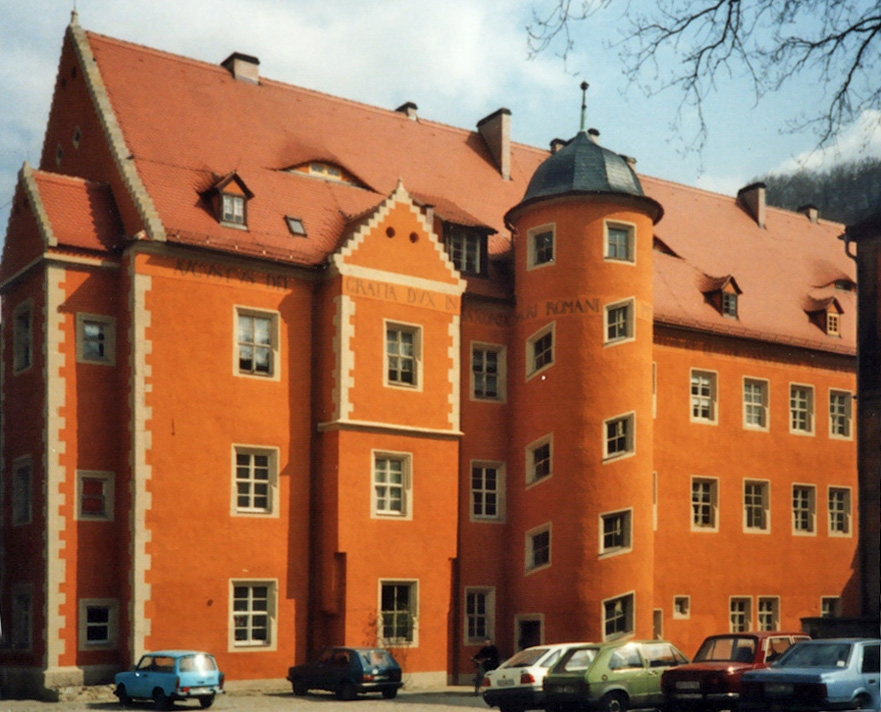
«Княжеский дом»

В 1543 г. сын Генриха курфюрст Мориц открыл в аббатстве национальную школу, конфисковав для целей её поддержки доходы закрытого аббатства Мемлебен. Поначалу в школе было 100 учеников. В 1563 г. к ним добавилось ещё 50. Первым ректором был поэт-лирик Иоганн Гигас. Среди известных преподавателей в 1582–94 гг. — Зет Кальвизий.
Школа достигла пика своего процветания под управлением Юстина Бертуха (1601—1626). В годы Тридцатилетней войны школа понесла значительный урон: в 1643 г. в ней насчитывалось всего 11 учеников. После окончания Наполеоновских войн в 1815 г. Пфорта отошла в собственность королевства Пруссия, а затем Германской империи.
С 1935 по 1945 г. Пфорта была исключительно мужской академией, функционировавшей по принципам гимназии. Стоимость обучения оплачивали частично родители, частично государство. Официально школа носила название «Учреждение национально-политического образования Наумбурга/Зале», нем. Naumburg/Saale Nationalpolitische Erziehungsanstalt. Выпускники получали степень абитуриента и имели право на продолжение образования в любом университете по их выбору.
С 1949 г. интернат обучает подростков обоих полов. В настоящее время школа находится в ведении правительства земли Саксония-Анхальт, однако ее делами до сих пор занимается специальный фонд Пфорты.

### Строения

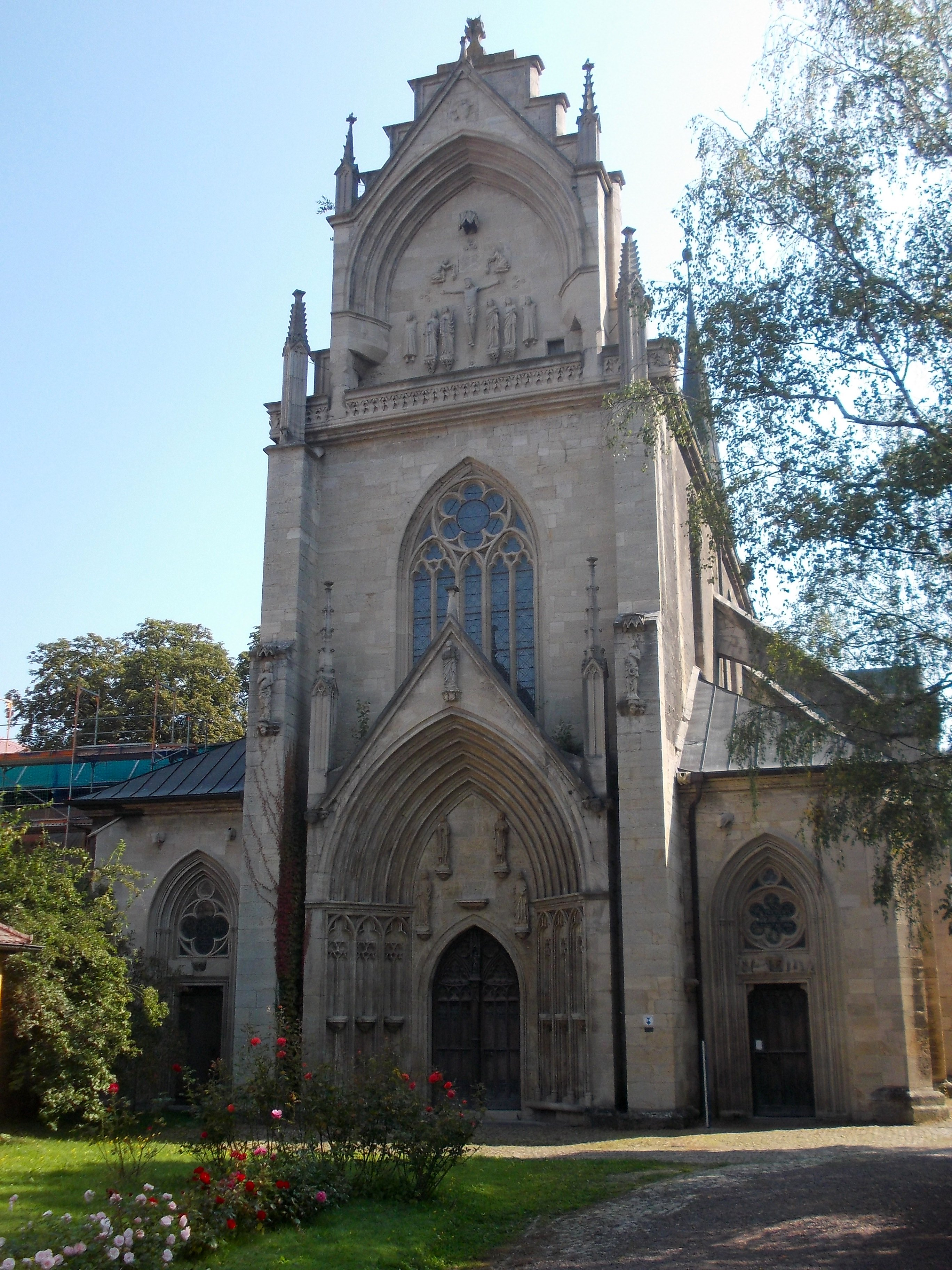
готическая монастырская церковь

Пфорта состоит из целого комплекса строений различных эпох. Важнейшими из них являются:
- церковь: изначально построенная в романском стиле, в XIII веке она приобрела готическую форму;
- «Княжеский дом» (Fürstenhaus): построен в 1573-75 на месте средневековой монастырской больницы. В «Княжеском доме» долгое время жили учителя школы. В XIX-XX вв. он был несколько раз перестроен;
- здание аулы и ректората (Aulagebäude) было построено в 1878 г.;
- дом с входными воротами в школу построен в современном его виде в 1854-60 гг.

### Известные ученики
Выпускниками школы были многие знаменитые немцы, в том числе:
- Иоганн Герман Шейн (композитор эпохи барокко)
- Бардт, Карл-Фридрих (богослов эпохи Просвещения)
- Фридрих Готлиб Клопшток (поэт XVIII века)
- Карл Рихард Лепсиус (археолог и египтолог XIX века)
- Август Фердинанд Мёбиус (математик и механик XIX века)
- Леопольд фон Ранке (историк XIX века)
- Иоганн Готлиб Фихте (философ)
- Фридрих Ницше (философ и литератор)
- Пауль Дойссен (востоковед XIX века)
- Теобальд фон Бетман-Гольвег (рейхсканцлер Германии во время Первой мировой войны)
- Ульрих фон Виламовиц-Мёллендорф (филолог-классик)